# 劉秀之
劉 秀之（りゅう しゅうし、隆安元年（397年）- 大明8年1月13日（464年2月6日））は、南朝宋の官僚・軍人。字は道宝。本貫は東莞郡莒県。曾祖父は東晋の彭城内史の劉撫。祖父は劉爽。父は劉仲道（劉穆之の従兄）。兄は劉欽之。弟は劉粋之・劉霊真（劉勰の祖父）。前漢の斉悼恵王劉肥の末裔にあたる。

## 経歴
劉仲道の子として生まれた。幼くして父を失い、貧困の中で成長した。10歳のころ、子どもたちが前渚で遊んでいたとき、突然に大蛇が現れて襲ってきた。驚かない者はなかったが、秀之はひとり動揺せず、みなと態度が異なっていた。何承天が秀之の器量を知って、その娘を妻にめあわせた。兄の劉欽之が朱齢石の下で右軍参軍をつとめていたが、朱齢石に従って敗死すると、秀之は哀しみに沈んで、10年のあいだ歓宴することがなかった。景平2年（424年）、駙馬都尉・奉朝請に任じられた。家が貧しかったため、広陵郡丞の任を求めた。元嘉初年、江夏王劉義恭の下で撫軍行参軍となった。元嘉6年（429年）以降、彭城王劉義康の下に転じて平北行参軍となり、無錫県令・陽羡県令・烏程県令を歴任して、有能で知られた。
元嘉16年（439年）、建康県令に転じた。尚書中兵郎に任じられ、再び建康県令となった。吏部尚書の沈演之がたびたび文帝の前で秀之のことを称賛した。元嘉22年（445年）、武陵王劉駿が雍州刺史となって襄陽に駐屯すると、秀之はその下で撫軍録事参軍・襄陽県令となった。劉駿の命により襄陽の六門堰を修復して、良田を回復した。参軍のまま広平郡太守の兼任に改められた。元嘉25年（448年）、都督梁南北秦三州諸軍事・寧遠将軍・西戎校尉・梁南秦二州刺史に任じられた。
元嘉27年（450年）、文帝が北伐をおこなうと、楊文徳や劉弘宗らが秀之の下について関中に進攻した。秀之は錫千秋に2000人を与えて子午谷の南口に向かわせ、竺宗之に3000人を与えて駱谷の南口に向かわせ、梁尋に1000人を与えて斜谷の南口に向かわせた。氐の楊高が進攻してくると、秀之はこれを討って、楊高兄弟を斬った。元嘉30年（453年）、劉劭が文帝を殺害すると、秀之は報を聞いてその日のうちに起兵し、兵を率いて襄陽に向かおうとしたが、南譙王劉義宣にはばまれた。劉劭の乱が平定されると、秀之は使持節・都督益寧二州諸軍事・寧朔将軍・益州刺史に任じられた。
孝建元年（454年）、南譙王劉義宣が荊州で反乱を起こし、参軍の王曜を秀之のもとに派遣して徴兵させようとした。秀之はその日のうちに王曜を斬って戒厳を布いた。中兵参軍の韋山松に1万人を与えて江陵を攻撃させるべく、三峡に進出させた。韋山松は席天生を撃破したが、江陵で魯爽に敗れて殺害された。この年のうちに、秀之は征虜将軍の号を受け、都督を監に改められ、康楽県侯に封じられた。孝建2年（455年）、監郢州諸軍事・郢州刺史に転じた。
大明元年（457年）、建康に召還されて右衛将軍となった。大明2年（458年）、丹陽尹に転じた。大明3年（459年）4月、竟陵王劉誕が反乱を起こすと、秀之は東城に入って防衛にあたった。7月、尚書右僕射に任じられた。大明4年（460年）、律令の改定に参与し、民が官吏を殺害した場合の罪について意見して容れられた。大明5年（461年）、太子右衛率を兼ねた。
雍州刺史の海陵王劉休茂が反乱を起こし、現地の軍に殺害されると、秀之は本官のまま襄陽に派遣され、軍を慰労し、反乱に加担した者とそうでない者を分けて処置した。事後処理を終えて建康に帰ると、使持節・散騎常侍・都督雍梁南北秦四州郢州之竟陵隨二郡諸軍事・安北将軍・寧蛮校尉・雍州刺史に任じられた。孝武帝は新亭に巡幸すると、秀之を召還して尚書左僕射に任じようとしたが、その人事は行われないまま、大明8年（464年）正月に秀之は死去した。享年は68。侍中・司空の位を追贈された。諡は忠成公といった。
子の劉景遠が後を嗣ぎ、前軍将軍に上った。

## 伝記資料
- 『宋書』巻81 列伝第41
- 『南史』巻15 列伝第5